# Rubrograptis
Rubrograptis is een geslacht van vlinders uit de familie van de Tortricidae (Bladrollers). Het geslacht werd voor het eerst wetenschappelijk beschreven door Józef Razowski in 1981.

## Soorten
Het genus bevat de volgende soorten:

- Rubrograptis recrudescentia Razowski, 1981
- Rubrograptis seladonia Razowski, 1981